# 49. pehotna brigada (ZDA)
49. pehotna brigada (izvirno angleško 49th Infantry Brigade) je bila pehotna brigada Kopenske vojske Združenih držav Amerike.

## Zgodovina
Brigada je bila septembra 1976 preoblikovana v 49. vojaškopolicijsko brigado.